# Standish (Maine)
Standish – miasto w Stanach Zjednoczonych, w stanie Maine, w hrabstwie Cumberland.